# Andrij Kravec'
Andrij Volodymyrovyč Kravec' (Андрій Володимирович Кравець; trasl. angl.: Andrii Volodymyrovych Kravets; Rivne, 12 dicembre 1990) è un goista ucraino 2 dan professionista per la Federazione europea.
Meglio noto come Andrii Kravets, è stato campione ucraino nel 2012 e nel 2015. Nel 2017 è diventato professionista della federazione europea. Nel 2021 si è trasferito con la moglie in Germania, e ha vinto due volte il Campionato europeo di go (2023, 2024).
Nel 2023 ha partecipato come rappresentante europeo alla 28ª edizione della Samsung Fire Cup, perdendo al primo turno contro il sudcoreano Park Jung-hwan.
Nel 2024 ha partecipato alla 10ª edizione della Ing Cup, uscendo al primo turno contro il cinese Huang Mingyu.
Nel 2025 ha partecipato come rappresentante europeo alla prima edizione della Coppa Nanyang, venendo eliminato al primo turno dal cinese Gu Zihao. Sempre nel 2025 Kravets ha fatto parte della squadra europea invitata a partecipare alla Serie C cinese (una competizione a squadre per professionisti e dilettanti), insieme a Stanislaw Frejlak 2p, Tanguy Le Calvé 1p e Lukas Podpera; la squadra ha collezionato una vittoria e sei sconfitte. A luglio ha disputato la terza edizione della Quzhou-Lanke Cup World Go Open come rappresentante europeo, venendo sconfitto dal cinese Fan Yin al primo turno.

## Palmarès
| Torneo                                      | Vittorie       | Finalista           |
| ------------------------------------------- | -------------- | ------------------- |
| Campionato europeo di go per professionisti |                | 3 (2019, 2020, 2024 |
| Campionato europeo di go                    | 2 (2023, 2024) |                     |
| Totale                                      | 2              | 3                   |